# Ophiobolus laminariae
Ophiobolus laminariae är en svampart som beskrevs av G.K. Sutherl. 1915. Ophiobolus laminariae ingår i släktet Ophiobolus och familjen Leptosphaeriaceae.   Inga underarter finns listade i Catalogue of Life.